# Портер (Вашингтон)
Портер (англ. Porter) — переписна місцевість (CDP) в США, в окрузі Ґрейс-Гарбор штату Вашингтон. Населення — 204 особи (2020).

## Географія
Портер розташований за координатами 46°56′55″ пн. ш. 123°16′49″ зх. д. / 46.94861° пн. ш. 123.28028° зх. д. (46.948728, -123.280249).  За даними Бюро перепису населення США в 2010 році переписна місцевість мала площу 23,00 км², з яких 22,99 км² — суходіл та 0,00 км² — водойми.

## Демографія
Згідно з переписом 2010 року, у переписній місцевості мешкало 207 осіб у 83 домогосподарствах у складі 51 родини. Густота населення становила 9 осіб/км².  Було 91 помешкання (4/км²).
Расовий склад населення:
| - 91,8 % — білих - 1,9 % — чорних або афроамериканців - 1,4 % — корінних американців - 0,5 % — вихідців з тихоокеанських островів - 3,9 % — осіб інших рас |

До двох чи більше рас належало 0,5 %. Частка іспаномовних становила 4,3 % від усіх жителів.
За віковим діапазоном населення розподілялося таким чином: 19,3 % — особи молодші 18 років, 69,6 % — особи у віці 18—64 років, 11,1 % — особи у віці 65 років та старші. Медіана віку мешканця становила 45,7 року. На 100 осіб жіночої статі у переписній місцевості припадало 111,2 чоловіків;  на 100 жінок у віці від 18 років та старших — 111,4 чоловіків також старших 18 років.
За межею бідності перебувало 18,5 % осіб, у тому числі 37,2 % дітей у віці до 18 років та 0,0 % осіб у віці 65 років та старших.
Цивільне працевлаштоване населення становило 108 осіб. Основні галузі зайнятості: виробництво — 37,0 %, сільське господарство, лісництво, риболовля — 13,9 %, публічна адміністрація — 13,0 %, науковці, спеціалісти, менеджери — 13,0 %.